# Meridiaan van Washington

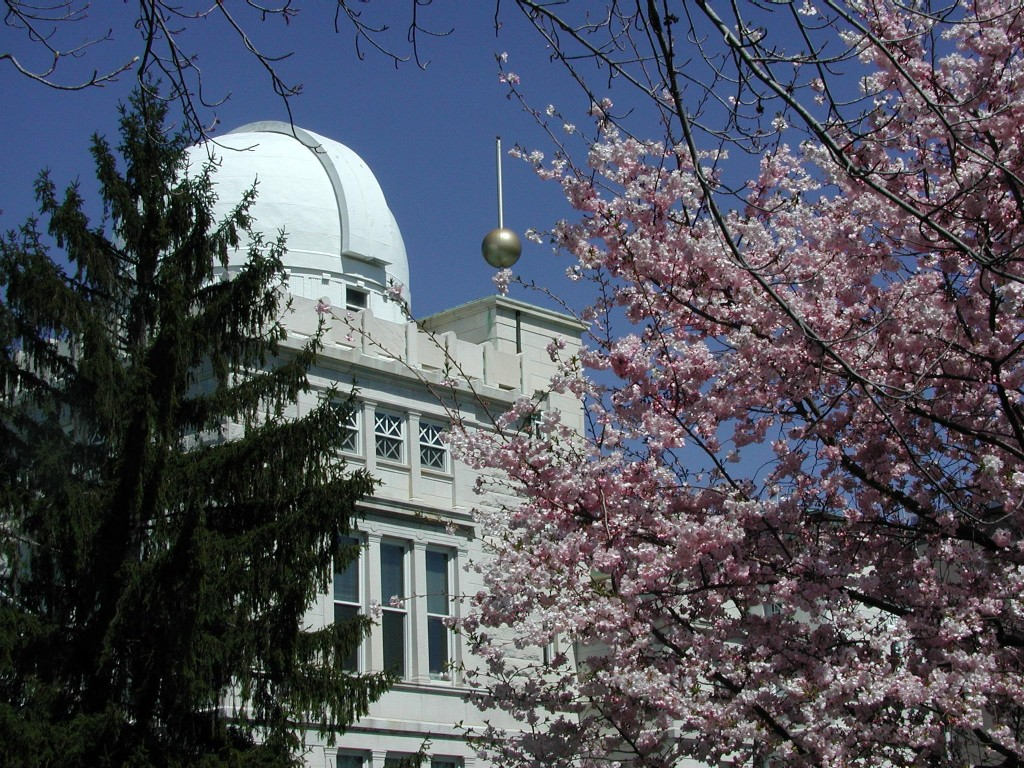
Het oude 'Naval Observatory' in Washington D.C.

De meridiaan van Washington is feitelijk een groep van vier meridianen die door diverse autoriteiten in de Verenigde Staten als nulmeridiaan werden aangewezen. De belangrijkste ervan loopt door het Capitool in Washington, D.C. en deze ligt op 77° 00′ 32,6″ WL (westerlengte) van de sinds 1984 geldende wereldstandaard, de IERS referentiemeridiaan. De andere drie bevinden zich op minieme afstanden daarvan, tot maximaal +4' op de 77e graad.
Een meridiaan is een denkbeeldige lijn over het aardoppervlak, haaks op de evenaar, van pool naar pool. Rond haar omtrek, bijvoorbeeld de evenaar, is de aarde verdeeld in 360 graden, die vanaf een nulmeridiaan worden uitgemeten. Zij worden aangeduid in graden (van 0 tot 180) oosterlengte, respectievelijk westerlengte. Een graad (°) kan verdeeld worden in 60 minuten (') en een minuut in 60 seconden ("). Samen met de positie in graden ten opzichte van de evenaar (de breedte) en eventueel de hoogte kan elke plek op aarde eenduidig worden aangegeven.
Er zijn oneindig veel meridianen mogelijk, maar slechts eentje daarvan is de nullijn. De locatie van de evenaar wordt bepaald door de as van de aarde. De keuze voor een nulmeridiaan echter, is een geografisch willekeurige. In de loop der tijd zijn er, vaak om economische of politieke redenen, vele van deze nullijnen in gebruik geweest. De oorsprong van het Europese begrip ten aanzien van deze kwestie ligt in de wetenschap ten tijde van de hellenistische periode in Griekenland, maar het zou nog tot de tijd van de Grieks-Romeinse astronoom, wiskundige en geograaf Claudius Ptolemaeus (ca. 90-168) duren voordat het hanteren van een specifieke nulmeridiaan bij cartografie en navigatie algemeen gebruik was.

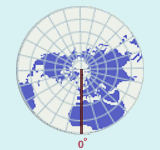
Een nullijn met nog 23 meridianen

## Vier nulmeridianen
Afhankelijk van hun (koloniale) achtergrond gebruikten cartografen in Noord-Amerika in de achttiende eeuw verschillende nulmeridianen, zoals die van Greenwich en van Parijs, doch de meridiaan van Ferro vervulde een hoofdrol. Niet lang na de onafhankelijkheidsoorlog van de Verenigde Staten gaf de als geograaf en landmeter geschoolde George Washington in 1791 Pierre Charles L’Enfant de opdracht een plan te maken voor een nieuwe hoofdstad. In zijn plan deed L'Enfant het voorstel het nieuwe middelpunt van het land tevens als ijkpunt van een nulmeridiaan te gebruiken. Deze referentielijn liep door de locatie voor het "Congress House", nu bekend als het Capitool. Het gebruik van andere referentielijnen eindigde niet meteen met het instellen van de nieuwe. Zo gaf Minister van Financiën Albert Gallatin nog in 1801 opdracht tot het produceren van een kaart, die een bereik zou hebben van "[..] 88° tot 126° ten westen van Greenwich en een noorderbreedte van 30° tot 55°, hetgeen ons de hele loop van de Mississippi en de kust van de Grote Oceaan [..] zal geven."

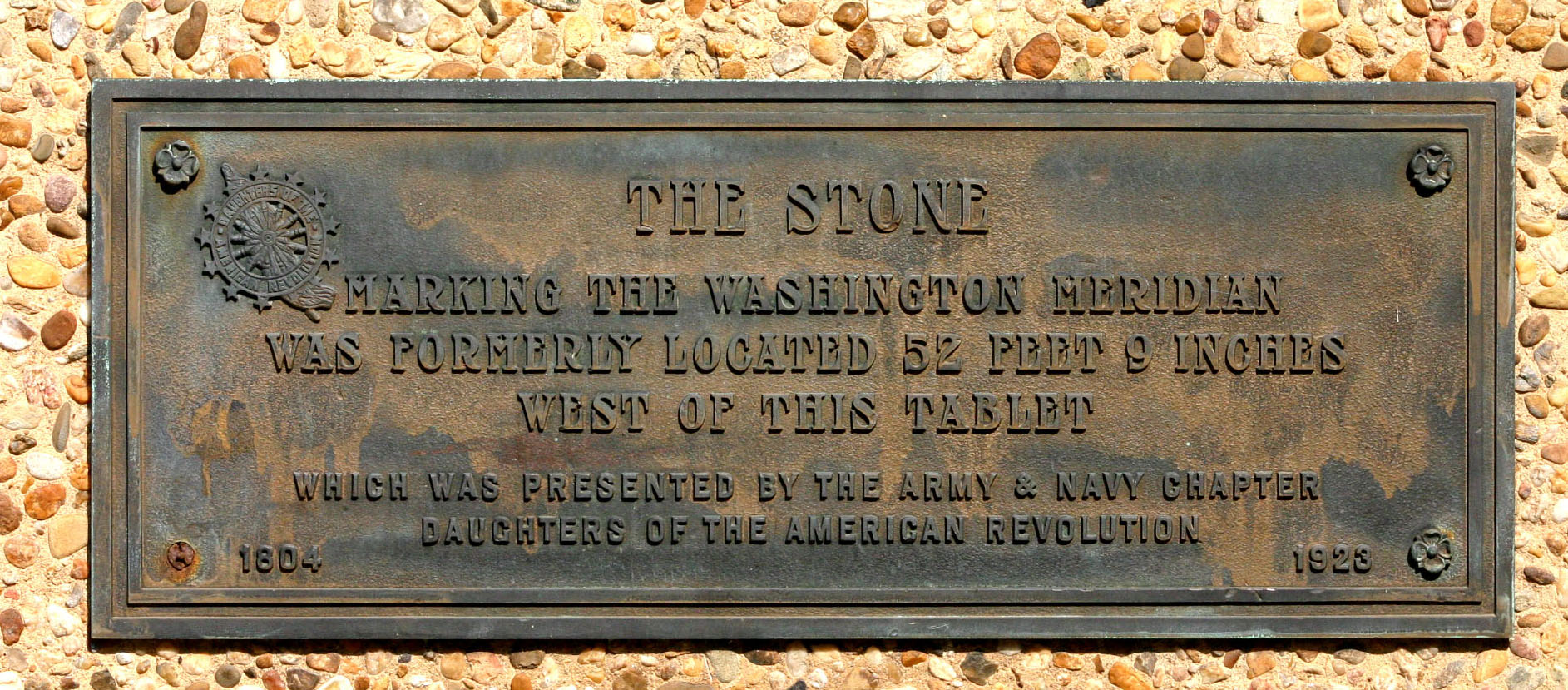
Merkteken van de tweede meridiaan van Washington.

Een tweede nulmeridiaan werd door Thomas Jefferson tijdens zijn presidentschap aangewezen, gebaseerd op natuurlijke lijnen in het plan van L'Enfant, doch door het (toekomstige) Witte Huis en niet door het Capitool. Deze meridiaan heeft nooit officiële status gekregen, maar is wel de meest zichtbare van de vier. Zo is zij op de National Mall met de zogenaamde "Jefferson Pier" aangegeven, staan het Jefferson Memorial uit 1943 en het Witte Huis er precies bovenop en bevindt de hiernaast staande plaquette zich op een rotonde langs de meridiaan.
Op 28 september 1850 legde het Congres bij wet vast dat "[..] de meridiaan door het observatorium van Washington aangenomen en gebruikt zal worden voor alle astronomische doelen en [..] de meridiaan van Greenwich aangenomen zal worden voor alle nautische doelen." Hiermee was de derde referentielijn van Washington geboren: die door het oude 'Naval Observatory' (1844-1893).
Nadat de sterrenwacht van de marine naar een nieuwe locatie verhuisde, in 1893, werd een vierde nulmeridiaan gedefinieerd, die door de klokkenkamer van het nieuwe United States Naval Observatory.

## Verbinden met Greenwich
Het aan de meridiaan van Greenwich ijken van welke Amerikaanse nullijn dan ook, was een project dat wetenschappers ruim 20 jaar zou bezighouden. In 1844 begon de landmeetkundige Alexander Dallas Bache zo'n inspanning samen met het observatorium van de Harvard-universiteit. In eerste instantie dacht men dit te bereiken door tijden van astronomische verschijnselen op beide plekken te vergelijken, een methode die al in de Griekse oudheid werd toegepast, maar die op het niveau van minuten en secondes niet betrouwbaar is. Daarna volgden twee Chronometrische Expedities (1849 en 1851) waarbij schepen met extra chronometers (sommige bronnen spreken van enkele honderden) maar liefst 19 keer de Atlantische Oceaan overstaken - heen en weer. Helaas bleven er onaanvaardbaar grote verschillen tussen de metingen bestaan. De kwestie werd uiteindelijk in 1866 opgelost met tijdsignalen door de eerste trans-Atlantische telegraafkabel, een meetmethode die in de onderhavige periode door de Amerikanen was uitgevonden en geperfectioneerd.
De sinds 1984 internationaal gehanteerde IERS referentiemeridiaan kwam tot stand op basis van metingen met satellieten in 1969. Vanuit het grondstation in Maryland werd de afstand naar Greenwich omgerekend op basis van bekende waarden. Toen ook nabij Greenwich een grondstation was gebouwd, bleken er een miniem verschil te zijn met de originele meridiaan van Greenwich, van  0° 00′ 05,3101″ om precies te zijn. Dit is lange tijd verklaard doordat de vertraging van signalen door een telegraafkabel verkeerd waren geïnterpreteerd. In augustus 2015 werd bekend dat de in Greenwich gebruikte meridiaankijker waarschijnlijk niet perfect verticaal stond. Wetenschappers hebben er indertijd geen speciaal belang aan gehecht, mede omdat de internationale meridiaan niet met het oppervlak van de planeet is verbonden en dus ook niet met een specifieke plaats. Bij het grote publiek is het verschil pas bekend geworden nadat mensen met een gps-ontvanger op de meridiaan van Greenwich stonden en het apparaat niet 0° 00' 00" aangaf.

## Gebruik en onbruik
Behalve de tweede zijn al deze meridianen op in de VS geproduceerde kaarten gebruikt. Ook werden grenzen tussen de (vaak nieuwe) staten in het westen geijkt aan de derde referentielijn in Washington. Echter, zoals de wet van 1850 al aangeeft, tekende de dominantie van "Greenwich" op het terrein van de navigatie op zee zich al af.

Washington Mean Time was gefundeerd op de derde meridiaan, maar dit betrof een lokale tijd, waarop nooit een nationaal stelsel werd gebaseerd. Een systeem met tijdzones werd in 1883 door de spoorwegen ingesteld, waarna dit door vele lokale autoriteiten en regeringen van staten werd overgenomen. De federale overheid kwam er niet aan te pas.
Op de Internationale Meridiaanconferentie van 1884 zetten de autoriteiten van de VS zich in voor het tot wereldstandaard verheffen van de meridiaan van Greenwich, waarmee de nationale referentielijnen tot een ondergeschikte rol waren veroordeeld. De vierde meridiaan, die van het nieuwe "Naval Observatory", speelde nog lange tijd een rol als bron van tijdsignalen, die met de telegraaflijnen van Western Union door het hele land verspreid werden.
Vele staten hanteren eigen nullijnen voor hun kadastrale inspanningen, vergelijkbaar met het Belgische Nationaal Geografisch Instituut en het Nederlandse Kadaster Geo-Informatie. Deze worden (principal) meridian (en base line - breedtegraad) genoemd. Ze zijn afgeleid van het nationaal gebruikte referentiesysteem en daarmee geen nulmeridianen in de traditionele zin van het woord.